# Hide-Out-Effekt
Mit Hide-Out-Effekt wird in der Dampfkesseltechnik ein Vorgang der Salzverminderung in der Wasserphase von Hochdruck-Dampferzeugern während des Betriebes bezeichnet. Dieser Begriff wurde erstmals von R. E. Hall 1929 in den USA verwendet. Er wurde im Kesselwasser von Trommelkesseln bei der Verwendung von Kesselspeisewässer, die nicht salzfrei waren, beobachtet. Erst nach der Entwicklung des Ionenaustausches und der Mischbettfilter konnte ein Kesselspeisewasser mit einer Salzfreiheit hergestellt werden bei der dieser Effekt kaum noch auftreten kann.

## Ursachen des Effektes
Der Hide-Out-Effekt besteht darin, dass sich die Konzentration einiger Salze im Kesselwasser bei der Inbetriebnahme des Dampferzeugers merklich verringert. Wird der Kessel dagegen abgestellt oder auch die Temperatur und damit der Druck stark vermindert, so steigt die Konzentration im fast gleichen Maße wieder an. Dieser Anstieg wird Hideout-Return-Effekt genannt. 
Die Konzentrationsänderungen wurden früher besonders stark bei Phosphaten, Silicaten und Sulfaten im Kesselwasser beobachtet. Man war deshalb lange der Ansicht, dass Chloride nicht diesem Effekt unterliegen. Bei Hochdruckkesseln bei Drücken > 200 bar in Zonen hoher Wärmestromdichten und zusätzlich örtlich geringem Massefluss tritt diese Konzentrationsänderung, wenn auch mit deutlich geringer Intensität, auch in modernen Anlagen auf.
Auslöser des Effektes sind mehrere Ursachen.
Eine der Ursachen für die Konzentrationsänderungen sind Anreicherungen der Ionen und Salze an den inneren Metalloberflächen, die aus Metalloxidschichten bestehen. Weitere Ursachen sind vermutlich Änderungen der Löslichkeit der Salze im Wasser bei sehr hohen Temperaturen und auch reversible chemische Reaktionen zwischen Salzen und den Metalloxiden. Letztere beiden Theorien wurden beispielsweise von Tietz und Class angenommen. Die Reaktion von Phosphaten mit Metalloxiden kann nach folgender Gleichung ablaufen:
{\displaystyle \mathrm {9\ Na_{3}PO_{4}+3\ Fe_{3}O_{4}+12\ H_{2}O\rightleftharpoons \ 3\ FeNaPO_{4}+6\ FePO_{4}+24\ NaOH} }
Ein Anstieg der NaOH-Konzentration im Kesselwasser, der nach dieser Gleichung zu erwarten ist, wird in der Praxis auch beobachtet. Häufig ist beim Hideout-Return die Äquivalentkonzentration der Kationen höher als die der Anionen. Die Differenz wird durch OH−-Ionen ausgeglichen.
Wie bereits angeführt war der Hide-Out-Effekt besonders in der Vergangenheit bei etwas salzhaltigen Kesselwässern ein Problem. Durch diese Ablagerungen konnten örtliche Überhitzungen verursacht werden, die in der Folge zu Rohrreissern führten. In modernen Systemen ist der Effekt nur noch im geringen Maße festzustellen. 
Anders ist dies bei den Kernkraftwerken mit langen Betriebsperioden zwischen An- und Abfahren der Reaktoren. Bei Druckwasserreaktoren wird dieser Effekt sowohl im Primär- wie auch im Sekundärkreislauf beobachtet. Da jedoch  hochreine Wässer verwendet werden, sind die Konzentrationsänderungen relativ gering und treten nur im µg/kg-Bereich mit Spitzen von max. 0,1–0,7 mg/l für Ca2+, Mg2+, SO42− und SiO2 beim Abfahren eines Reaktors auf. Auch ein Anstieg der Chloridkonzentration wird beobachtet, wenn dieser auch deutlich geringer ist als bei den vorstehend angeführten Ionen. Trotz der niedrigen Änderungen der Konzentration sind diese unerwünscht und störend. Grund hierfür ist, dass auch Metalle wie 58Co und 60Co in den Ablagerungen mit abgeschieden werden. Im Kreislaufwasser erhöht sich nach Herunterfahren des Reaktors, durch den Hideout-Return mit der Freisetzung dieser Metalle, die Radioaktivität der Wässer unerwünscht stark. Mit einer speziellen Zinksalz-Dosierung zum Kreislaufwasser kann die Aufkonzentrierung der radioaktiven Elemente mit Erfolg merkbar verringert werden.